# Ketil Solvik-Olsen

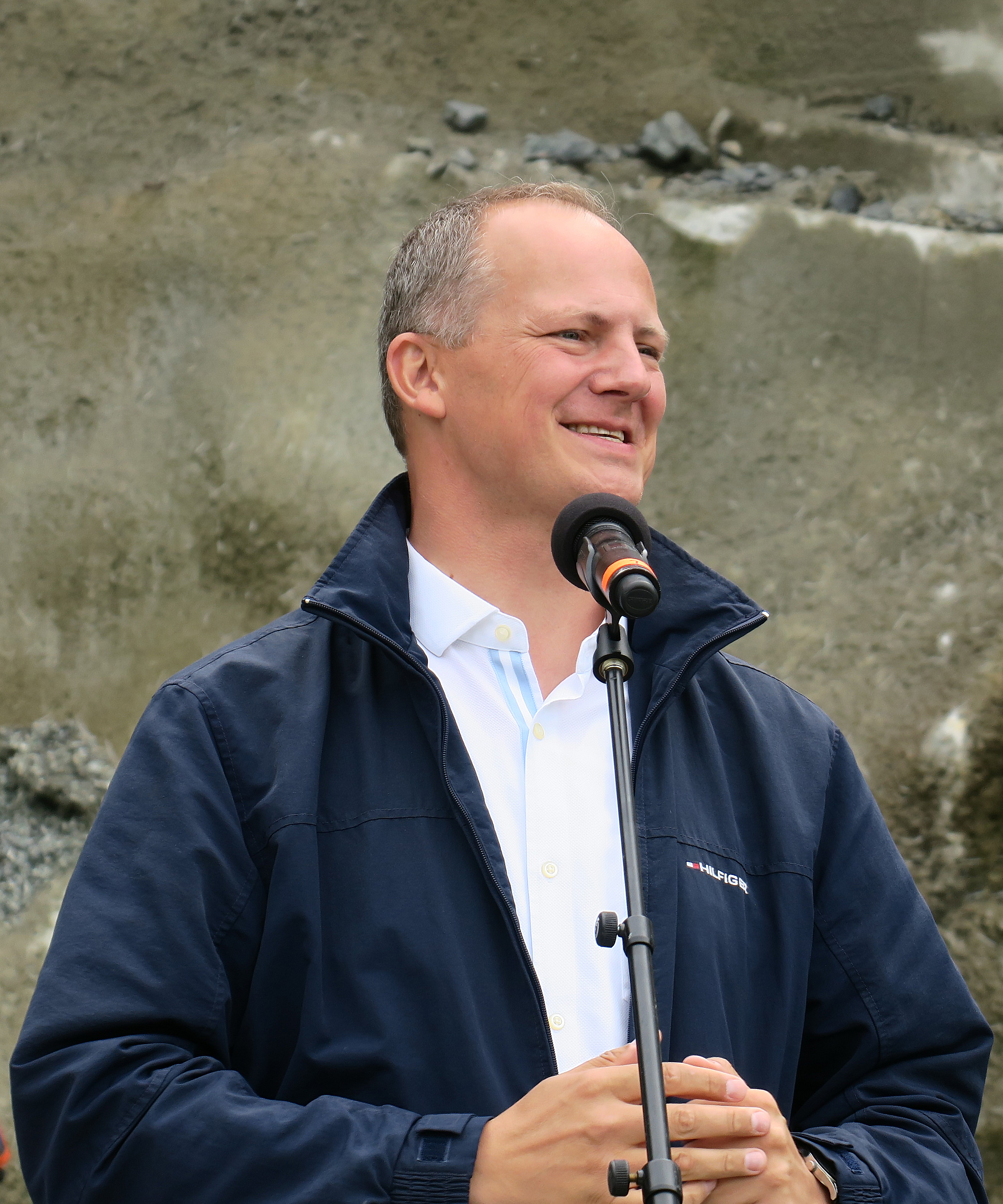
Ketil Solvik-Olsen, 2017

Ketil Solvik-Olsen (* 14. Februar 1972 in Bryne) ist ein norwegischer Politiker der Fremskrittspartiet (FrP), deren stellvertretender Vorsitzender er von Mai 2013 bis April 2019 sowie von Mai 2021 bis Mai 2023 war. Er war von Oktober 2013 bis August 2018 der Verkehrsminister seines Landes. Von 2005 bis 2013 war er Abgeordneter im Storting.

## Leben

### Herkunft und Beruf
Solvik-Olsen stammt aus der Stadt Bryne und gilt als nahe mit der Pfingstbewegung verbunden. Im Jahr 1992 legte er das International Baccalaureate in Stavanger ab. Von 1994 bis 1996 studierte er an der University of Toledo in Ohio die Fächer Sozialökonomie und Politikwissenschaft. Im Anschluss machte er dort bis 1997 seinen Master in Sozialökonomie.
Im Jahr 1997 begann er als Finanzanalytiker bei Leif Höegh zu arbeiten. Er wechselte 1998 zu Møller US Import (heute Møller Mobiltz Group), wo er bis 2000 als Projektleiter tätig war. Bis 2001 kehrte er anschließend als Projektleiter zu Leif Höegh zurück.

### Parteikarriere
In seiner Jugend war er in der FrP-Jugend, der Fremskrittspartiets Ungdom (FpU), aktiv. Von 2001 bis 2005 war Solvik-Olsen als politischer Referent der FrP-Fraktion im norwegischen Nationalparlament, dem Storting, tätig. Von 2004 bis 2005 war er zudem FrP-Vorsitzender in Oslo.
Am 26. Mai 2013 wurde er zum zweiten stellvertretenden Vorsitzenden der FrP gewählt. Als solcher war er unter Siv Jensen tätig. Nachdem er sich bereits zuvor von seinem Amt als Verkehrsminister zurückgezogen hatte, stellte er sich im April 2019 nicht mehr der Wiederwahl.
Nach einem mehrjährigen Aufenthalt in den USA kehrte er im Mai 2021 als erster stellvertretender Parteivorsitzender zurück in den FrP-Vorstand. Im Mai 2023 kandidierte er nicht erneut für den Posten als stellvertretender Vorsitzender der Fremskrittspartiet. Sein Nachfolger wurde Hans Andreas Limi.

### Stortingsabgeordneter
Bei der Stortingswahl 2005 zog er erstmals selbst in das Storting ein. Dort vertrat er den Wahlkreis Rogaland und wurde Mitglied im Energie- und Umweltausschuss. Auch nach der Parlamentswahl 2009 verblieb er zunächst in diesem Ausschuss. Im Oktober 2011 wechselte er in den Finanzausschuss, in dem er den stellvertretenden Vorsitz übernahm. In der von Oktober 2009 bis September 2013 andauernden Legislaturperiode fungierte Solvik-Olsen zudem als stellvertretender Fraktionsvorsitzender.
Im Vorfeld der Wahl 2013 kündigte er an, dass er in Hinblick auf seine Familiensituation nicht erneut in das Storting einziehen wolle. Er kandidierte schließlich sowohl 2013 als auch bei der Parlamentswahl 2017 auf einem der hinteren Plätze. Nachdem er für die Stortingswahl 2021 parteiintern bereits für den Spitzenplatz der Wahlliste in Rogaland vorgesehen war, zog er sich im Dezember 2020 wiederum aus persönlichen Gründen zurück. Solvik-Olsen kandidierte stattdessen erneut auf einem aussichtslosen Platz.

### Verkehrsminister
Am 16. Oktober 2013 wurde Solvik-Olsen zum Verkehrsminister in der Regierung Solberg ernannt. Als solcher blieb er auch nach der Parlamentswahl im Herbst 2017 weiter im Amt. Seine Amtszeit endete am 31. August 2018, als sein Parteikollege Jon Georg Dale den Posten übernahm. Solvik-Olsen zog sich aus dem Amt zurück, nachdem seine Frau ein Jobangebot in Alabama angenommen hatte.

## Politische Positionen
Solvik-Olsen trat des Öfteren als Befürworter der Energiegewinnung durch Thorium auf. Nach dem Reaktorunglück in Fukushima gab er an, dass er nicht die Schließung der norwegischen Kernkraftwerke, sondern den Bau von Kernkraftwerken, die statt Uran das Element Thorium verwenden, befürworte.
Verkehrspolitisch setzte er sich unter anderem dafür ein, dass die Straßeninfrastruktur statt von Mautgebühren durch Steuergelder finanziert werden solle.